# زیاگان استرالیا
استرالیا متشکل از طیف وسیعی از جانوران مختلف است. در حدود ۸۳٪ پستانداران، ۸۹٪ خزندگان، ۹۰٪ ماهی‌ها و حشرات و همین‌طور ۹۳٪ دوزیست ساکن این قاره بوم‌زاد استرالیا هستند.